# Lawton (Dakota del Norte)
Lawton es una ciudad ubicada en el condado de Ramsey en el estado estadounidense de Dakota del Norte. En el censo de 2010 tenía una población de 30 habitantes y una densidad poblacional de 11,57 personas por km².

## Geografía
Lawton se encuentra ubicada en las coordenadas 48°18′12″N 98°22′4″O / 48.30333, -98.36778. Según la Oficina del Censo de los Estados Unidos, Lawton tiene una superficie total de 2.59 km², de la cual 2.39 km² corresponden a tierra firme y (7.89%) 0.2 km² es agua.

## Demografía
Según el censo de 2010, había 30 personas residiendo en Lawton. La densidad de población era de 11,57 hab./km². De los 30 habitantes, Lawton estaba compuesto por el 100% blancos, el 0% eran afroamericanos, el 0% eran amerindios, el 0% eran asiáticos, el 0% eran isleños del Pacífico, el 0% eran de otras razas y el 0% pertenecían a dos o más razas. Del total de la población el 0% eran hispanos o latinos de cualquier raza.